# NOT FOUND (單曲)
《NOT FOUND》，是日本樂團Mr.Children的第19張單曲。2000年8月9日發行。

## 簡介
是同年發行的原創專輯《Q》的先行單曲，一個月後專輯發售。
「NOT FOUND」原是網絡技術用語，是客戶端瀏覽網頁錯誤時HTTP的一種回應訊息。在歌曲中則比喻陷入錯誤的愛情中的主人公不斷嘗試卻總是「NOT FOUND」。這首歌用作富士電視台的月九劇月九劇《浪漫巴士站》的主題曲。
樂團主唱櫻井和壽對這首歌的質量十分滿意，認為是他們的「最高傑作」。
總銷量60.7萬張，是2000年日本單曲銷量第36位。
本作及之後，Mr.Children所有唱片作品均以12cm CD形式發行。

## 收錄曲目
1. NOT FOUND
作詞、作曲：櫻井和壽；編曲：小林武史 & Mr.Children
富士系月九劇《浪漫巴士站》主題曲
2. 1999年、夏、沖繩
作詞、作曲：櫻井和壽；編曲：小林武史 & Mr.Children

## 外部連結
- 唱片介紹（页面存档备份，存于） Mr.Children官方網站